# Cerradomys scotti
Cerradomys scotti (Серадоміс Скота) — вид південноамериканських гризунів з родини Хом'якові (Cricetidae).

## Етимологія
Названий на честь зоолога Скота Ліндберга.

## Опис
Цей вид має темний колір спини. Вид відрізняється від споріднених видів кількома особливостями черепа. Вид має 58 хромосом і FN=70 або 72.

## Проживання
Цей вид зустрічається в Серрадо від Мату-Гросу-ду-Сул до Гояс і західного Мінас-Жерайс, центральна Бразилія, а також в Болівії, Парагваї. Цей вид стійкий до модифікації середовища проживання, включаючи сільськогосподарських районах

## Загрози й охорона
Загрози для деяких груп населення включають сільськогосподарське розширення, розширення стадів великої рогатої худоби. Цей вид зустрічається в кількох охоронних територіях.